# دین در افغانستان
بر طبق قانون اساسی افغانستان این کشور یک جمهوری اسلامی می‌باشد. پیروان دیگر ادیان آزاد هستند تا فعالیت‌های خود را آزادانه در حد قانون انجام دهند. همچنین در قانون اساسی این کشور آمده‌است که هیچ فعالیت و قانونی نمی‌تواند در تضاد با دین دولت این کشور یعنی اسلام باشد.
بر طبق گزارش ۲۰۰۸ ایالات متحده آمریکا نسبت به آزادی دینی، افغانستان با درگیر بودن سال‌ها در جنگ و حضور طالبان آزادی دینی را بر افراد آزادیخواه، اقلیت‌های مذهبی مانند شیعه‌ها و اقلیت‌های دینی دیگر را را تنگ کرده‌است.